# 霍赫布格-阿赫
霍赫布格-阿赫是奥地利上奥地利州因河畔布劳瑙县的一个市镇。总面积40平方公里，总人口3080人，人口密度77.0人/平方公里（2005年）。